# Павлов, Павел Павлович
Па́вел Па́влович Па́влов (17 ноября 1957, Заинск, ТАССР — 8 августа 2019, Казань) — российский религиозный деятель, митрофорный протоиерей Русской православной церкви, настоятель храма в честь Тихвинской иконы Божией Матери в Казани, благочинный кряшенских приходов Казанской епархии, переводчик библейских и литургических текстов на язык кряшен.

## Биография
По национальности кряшен. Окончил восьмилетнюю школу в Нижнекамске. Среднюю в деревне Мурзиха Елабужского района. В юности играл в духовом оркестре.
С 1976 по 1978 год проходил службу в рядах Советской армии.
В 1978 году поступил в Московскую духовную семинарию, которую окончил в 1981 году и в том же году поступил в Московскую духовную академию, которую окончил со степенью кандидата богословия за работу «Обзор фонда Казанской Духовной Академии». Его научным руководителем был церковный историк архимандрит Иннокентий (Просвирнин).
21 ноября 1984 года рукоположён во диакона епископом Дмитровским Александром (Тимофеевым) в Покровском академическом храме Троице-Сергиевой лавры.
12 февраля 1985 года рукоположён во иерея в том же храме.
21 июня 1985 назначен настоятелем Свято-Никольского молитвенного дома города Волжска Марийской АССР.
1 декабря 1989 год переведён в клир Свято-Никольского кафедрального собора Казани. 23 декабря 1989 года в день памяти святителя Иоасафа Белгородского совершил первое богослужение на родном языке, восстановив, таким образом, прерванную Советской властью традицию служения в Казанской епархии литургии на инородческих языках.
С 1 июля 1993 по ноябрь 1995 года — предстоятель Православного кряшенского объединения при Петропавловском соборе города Казани.
4 ноября 1995 года назначен настоятелем Кряшенского прихода города Казани. Постановлением Кабинета министров Республики Татарстан № 53 от 29.01.1996 года здание Тихвинской церкви передано Казанской Епархии. Износ здания на момент передачи составлял 80 %. Тихвинский храм предстал облезлыми стенами и ликами святых с выколотыми глазами на сводах.
В 1997 году становится преподавателем Священного Писания Нового Завета (I курс) в возрождённой Казанской духовной семинарии.
Александр Журавский писал о нём в конце 1990-х: «Отца Павла Павлова можно назвать продолжателем дела Ильминского, духовным лидером современных кряшен».
23 декабря 2008 года, ко дню престольного праздника храма в честь Тихвинской иконы Божией Матери, за многолетний жертвенный труд, был награждён орденом Святителя Макария, митрополита Московского и всея Руси, третьей степени.
16 мая 2012 года награждён правом ношения митры за многолетнюю пастырскую работу и труды в деле перевода Священного Писания на «кряшенский язык».
В 2012 году сайт KazanWeek отмечал «Влияние отца Павла чисто этническое. Его называют „пастырем кряшенского народа“. Его авторитет среди 200 тысяч кряшен огромен. Он лично крестил, наверное, каждого второго кряшена в Татарстане».
В июле 2014 года в связи с 25-летием возрождения кряшенского прихода города Казани председатель Общественной организации кряшен Татарстана Иван Егоров отмечал: «Тихвинский храм восстановлен из руин силами прихожан. Он стал духовным центром всего кряшенского народа республики. Собрал и сплотил народ в самые тяжелые годы перестройки и начала возрождения нашего народа <…> Сегодня Тихвинский приход занимается переводческой, издательской деятельностью, объединяет все кряшенские приходы республики. Сегодня Тихвинская церковь — одна из самых благоустроенных и развивающихся церквей Казани».
23 декабря 2014 года в связи с 25-летнем юбилеем совершения богослужения на «кряшенском языке» был награждён Патриаршим знаком «700-летие преподобного Сергия Радонежского».
24 декабря 2015 года по болезни освобожден от должности духовника епархии с выражением благодарности за понесённые многолетние труды.
В соответствии с Указом Президента Республики Татарстан Р. Н. Минниханова № УП-589 от 9 июля 2016 года, протоиерей Павел Павлов был награждён медалью Республики Татарстан «За доблестный труд» («за большой вклад в сохранение и развитие духовно-нравственных ценностей, укрепление мира и межконфессионального согласия»), которую ему вручил 18 марта 2017 года в Казанском Кремле Председатель Государственного Совета Республики Татарстан Ф. Х. Мухаметшин.
17 ноября 2017 года в храме в честь Тихвинской иконы Божией Матери города Казани, после богослужения, состоялось чествование протоиерея Павла Павлова, на котором секретарь Казанской епархии протоиерей В. М. Самойленко поздравил его от имени митрополита Казанского и Татарстанского Феофана (И. А. Ашуркова) с 60-летним юбилеем, передал юбиляру Казанскую икону Божией Матери и объявил о награждении его медалью Казанской епархии иконы Божией Матери «Казанская» I степени.
Будучи уже тяжело больным онкологическим заболеванием, продолжал возглавлять церковные службы, участвовать в общественной жизни и давать интервью.
Скончался 8 августа 2019 года после продолжительной болезни.. Сообщение о его смерти в кряшенской газете «Туганайлар» («Родные мои») предваряли слова: «8 августа — день осиротения кряшенского народа».
Похоронен 10 августа 2019 года при большом стечении народа в ограде храма в честь Тихвинской иконы Божией Матери.

## Миссионерская, переводческая и общественная деятельность
По благословению Архиепископа Казанского и Татарстанского Анастасия (А. М. Меткина) организовал и возглавил группу по переводу тех книг Священного Писания, которые не были переведены на «кряшенский язык» до революции. Этот проект он осуществлял совместно с Санкт-Петербургским отделением Российского Библейского Общества с 1998 по 2005 год.
В 2000 году было издано первое пробное издание книги «Новый Завет, Соборные Послания Апостолов на кряшенском языке» (под «кряшенским языком» понимается кряшенские говоры татарского языка с использованием особого кряшенского алфавита Ильминского). В 2001 году издано «Святое Евангелие и Псалтирь» на «кряшенском языке» (репринт изданий 1891 года). В 2005 году был завершён перевод подготовка издания Нового Завета на «кряшенском языке».
В декабре 2008 года усилиями казанского кряшенского прихода во главе с протоиереем Павлом Павловым был издан молитвослов на «церковно-кряшенском языке», а в апреле 2009 года появился детский молитвослов на «кряшенском языке»
Осенью 2015 и в феврале 2016 года приход выпустил компакт-диски с записями православного богослужения на «церковно-кряшенском языке».
О значении «кряшенского языка» в православной богослужебной культуре он сказал так:

Мы называем наш язык «церковно-кряшенским». Богослужения на нем — это изюминка нашей митрополии, мы делаем все, чтобы её сохранить. Это не просто, так как официально у кряшен нет статуса народа. А в Церкви есть такая богослужебная традиция — литургия на кряшенском языке, которой уже более 150 лет. Многие народы не стёрты с лица земли, потому что приняли Православие — кряшены среди них. Церковь оберегает от забвения кряшенскую культуру.

## Публикации
статьи
- Керәшен чиркәве дә булыр // Ватаным Татарстан. — 1996. — 16 апр.
- Материалы из истории кряшенских приходов Казанской епархии Русской православной церкви // Материалы научно-практической конференции на тему "Этнические и конфессиональные традиции кряшен: история и современность / Кряшенский приход г. Казани. — Казань, 2001. — С. 129—134.
- Пастырь турында уйланулар // Керәшен сүзе. — 2001. — авг. (№ 6-9).
- О прогрессивной роли инородческих школ // Ислам и христианство в диалоге культур на рубеже тысячелетий. — Казань, 2001. — С. 187—193.
- К кряшенскому вопросу // История и человек в богословской науке. Ежегодная богословская конференция 2002 г
- Христианские миссии в просвещении кряшен Волжско-Камского края // Современное кряшеноведение. Состояние, перспективы: материалы науч. конф., состоявшейся 23 апреля 2005 г. в г. Казани / Кряшенский приход г. Казани, Общественная организация народности кряшен г. Казани. — Казань, 2005. — С. 125—131
- Литургический текст Священного Писания на кряшенском языке — Из истории Священного Писания на кряшенский язык // Материалы заседания круглого стола «Переводы кряшенского Нового Завета после Н. И. Ильминского». 13 ноября 2005 г. — Казань, 2005.
- Роль Н. И. Ильминского в области христианизации кряшен // Этноисторические и социокультурные проблемы самоидентификации кряшен: материалы публичных чтений. — Казань, 2008. — С. 73-79.
- Двадцатилетнее служение кряшенскому народу как составной части Вселенского Православия
- «Суть сорокадневного поста в том, чтобы сделать нас свободными от наших зависимостей» // «Православное Закамье», 06.03.2014
- «О принципах переводов Н. И. Ильминского», сайт Российского библейского общества

интервью
- Все происходит естественным образом // «НГ-Религии», 26.4.2000
- Пока живы традиции и самосознание, кряшены не исчезнут // «Интерфакс-Религия», 27 августа 2010
- Кряшены: путь возрождения // «Туганайлар», 28.03.2014
- «Атеист может быть порядочным человеком, но он никогда не будет святым» (Настоятель Тихвинского храма Павел Павлов о кряшенах, принявших христианство раньше славян, татаризации прихожан и самом страшном грехе) // Деловая электронная газета «Бизнес Online», 28.07.2019
- Протоиерей Павел Павлов: «Я никогда не был одинок» // Православие в Татарстане, 08.08.2019